# 東板前二
東板 前二（とうばん ぜんじ、1964年2月8日 - ）は日本の漫画原作者・漫画脚本家。東京都板橋区在住。血液型B型。小池一夫劇画村塾第5期生卒。集英社・第12回青年漫画大賞を佳作で受賞。

## 主な作品・代表作
- 「サクセスナイトストーリー」（作画：井上紀良）
- 「ダイヤモンド・エルフィン」（作画：井上紀良）
- 「ダイナミック・スモーキー」（作画：井上紀良）
- 「W・WOLF」（作画：井上紀良）
- 「黄龍の耳」9巻以降　脚本（作画：井上紀良）
- 「SPARK!」（作画：後藤イチオ）
- 「りりィのKISS」（作画：柿本ケンジロウ）
- 「華の大吉」（作画：桑沢篤夫）
- 「エターナル・ストーン」（作画：井上紀良）
- 「ログ・イン」（作画：井上紀良）